# 小阿紐伊河
67°30′N 167°30′E / 67.500°N 167.500°E
小阿紐伊河是一条位于俄羅斯境内的河流，屬於科雷馬河右支流阿紐伊河的支流，由楚科奇自治區負責管轄。河道全長718公里，流域面積49,800平方公里，發源自阿納德爾高原，最終注入阿紐伊河，每年十月至翌年六月結冰。

## 外部連結
- Maly Anyuy river otterPDF
- Tourism and environmentPDF（571 KB）
- Bilibino nuclear plant